# Tomáš ze Štítného
Tomáš ze Štítného (ur. ok. 1333 w Stítném, zm. między 1401–1409 w Pradze) – czeski pisarz, teolog, tłumacz i chrześcijański kaznodzieja.

## Życiorys
Za życia wzywał do częstej komunii i czytania Biblii. Był jedną z czołowych postaci wczesnej Reformacji czeskiej, pisał i tłumaczył traktaty chrześcijańskie, jest uważany za jednego z prekursorów Jana Husa.
Kodeks Klementinum, jego główne dzieło, jest zbiorem części niezbędnych dla praktyki chrześcijańskiej i potrzeb codziennego życia. Pisał także przypowieści dla zwykłych ludzi. W panteonie Muzeum Narodowego w Pradze znajduje się brązowe popiersie Tomáša ze Štítného.

## Galeria

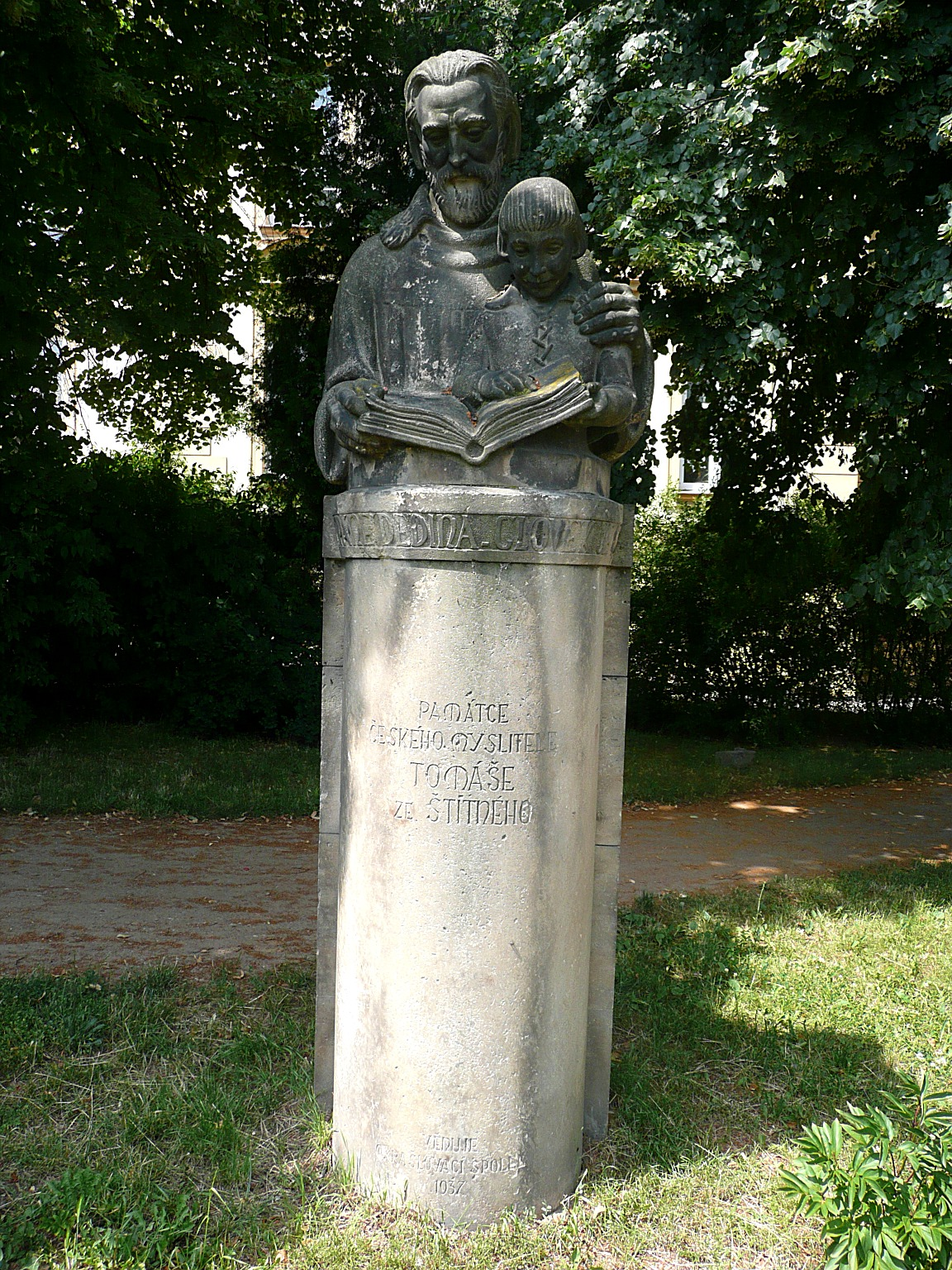
Pomnik Tomáš ze Štítneho dłuta Juliusa Pelikána w Ołomuńcu.
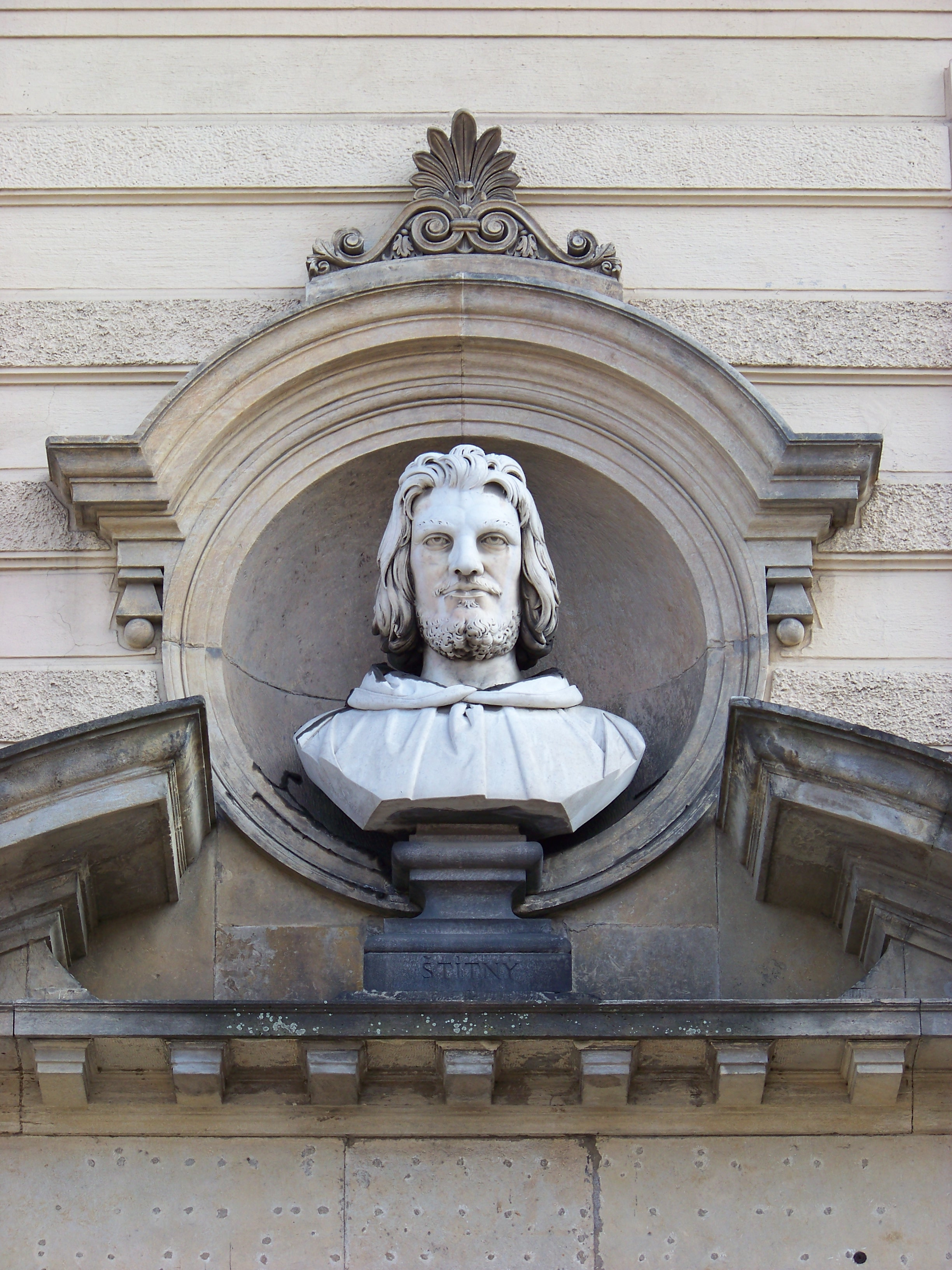
Popiersie z wizerunkiem Tomáša nad szkołą medyczną na starym mieście w Pradze.
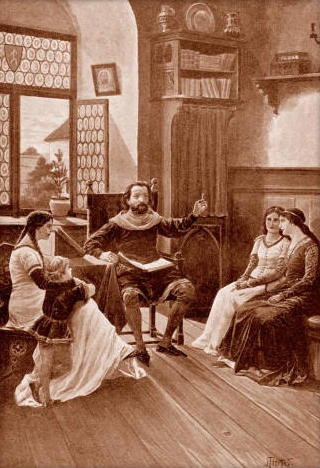
Dzieło autorstwa Josefa Ferdinanda Hetteša (1864-1927) – Tomáš ze Štítného uczy swoje dzieci.
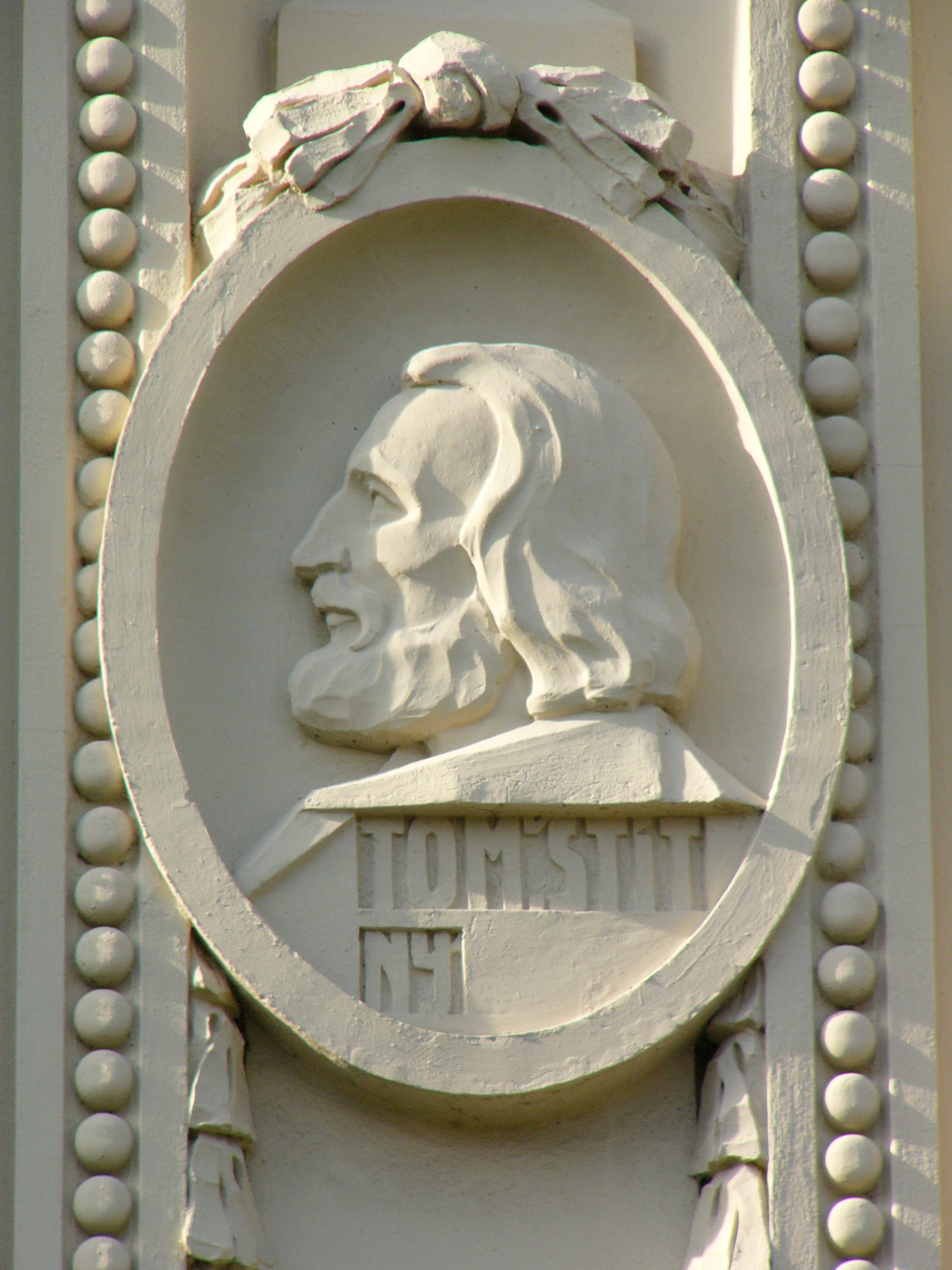
Relief Tomáša w Szkole Masaryka (cz. Masarykova škola) w Prościejowie.
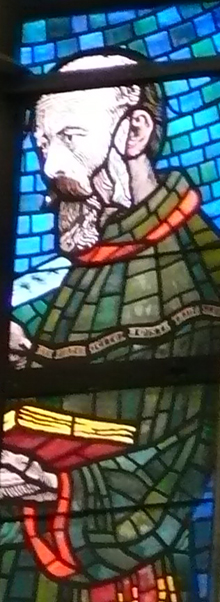
Witraż z wizerunkiem Tomáša z XX wieku.
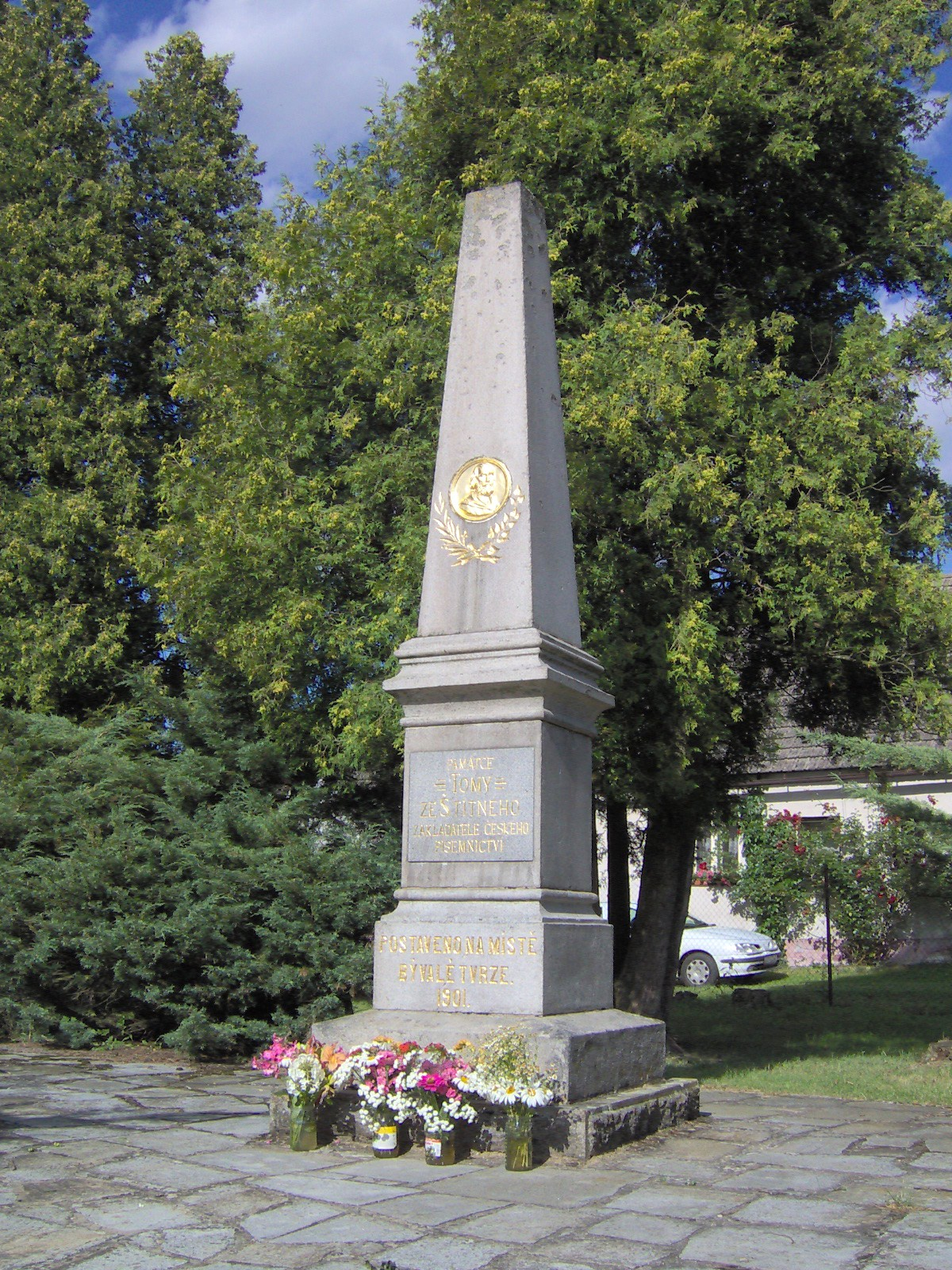
Pomnik Tomáša ze Štítného w Žirovnicy.